# Carex stenocarpa
Carex stenocarpa är en halvgräsart som beskrevs av Porphir Kiril Nicolai Stepanowitsch Turczaninow och V.I. Kreczetowicz. Carex stenocarpa ingår i släktet starrar, och familjen halvgräs. Inga underarter finns listade i Catalogue of Life.